# Diócesis de Orange
La diócesis de Orange en California (en latín: Dioecesis Arausicanae in California y en inglés: Roman Catholic Diocese of Orange) es una circunscripción eclesiástica de la Iglesia católica en Estados Unidos. Se trata de una diócesis latina, sufragánea de la arquidiócesis de Los Ángeles. Desde el 21 de septiembre de 2012 su obispo es Kevin William Vann.

## Territorio y organización

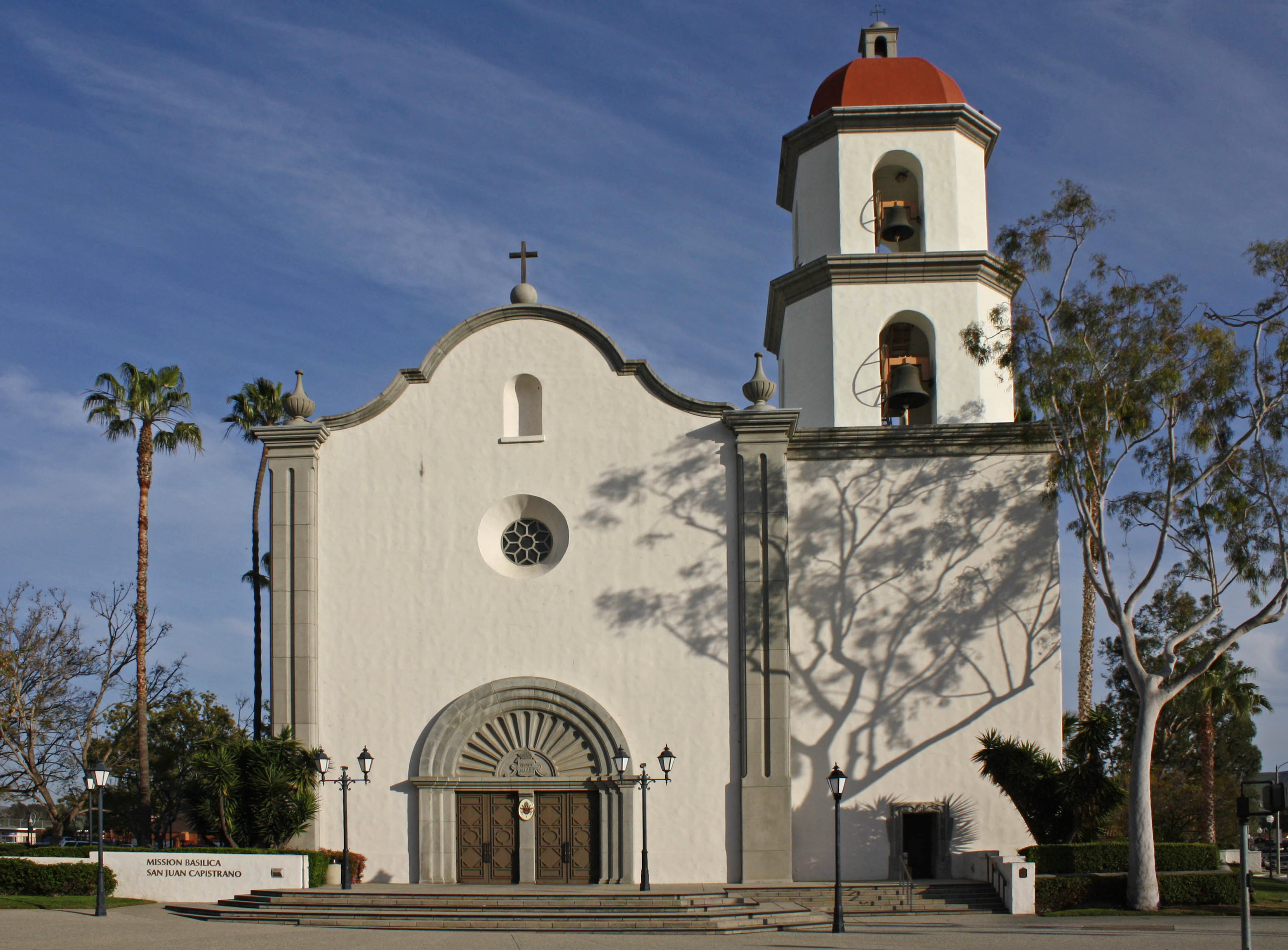
Misión Basílica de San Juan Capistrano

La diócesis tiene 2025 km² y extiende su jurisdicción sobre los fieles católicos de rito latino residentes en el condado de Orange en el estado de California. 

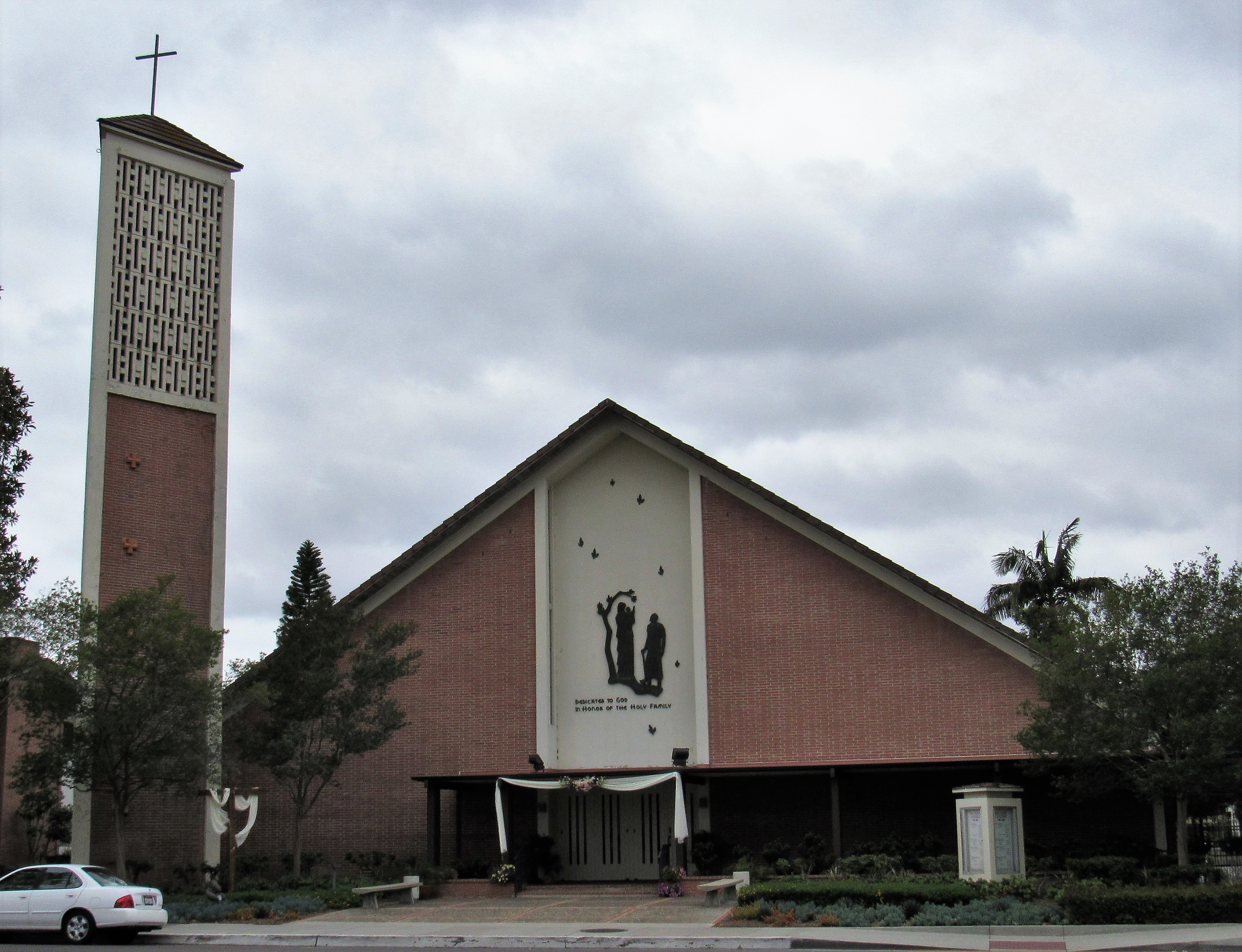
Excatedral de la Sagrada Familia, Orange

La sede de la diócesis se encuentra en la ciudad de Garden Grove en el condado de Orange, en donde se halla la Catedral de Cristo. En Orange se halla la Excatedral de la Sagrada Familia, que fue la catedral hasta 2019. En San Juan Capistrano se halla la basílica menor de la Misión Basílica de San Juan Capistrano.
En 2019 en la diócesis existían 57 parroquias.

## Historia
La presencia católica en el actual condado de Orange se remonta al establecimiento en 1776 de la Misión de San Juan Capistrano, una misión española fundada por el padre Junípero Serra y la orden franciscana. En ese momento, la región era parte de la provincia de Las Californias de Nueva España. En 1804 el actual condado de Orange se convirtió en parte de Alta California cuando Las Californias se dividió en dos; Alta California se convirtió en parte de México cuando este último se independizó de España en 1821. Desde la misión, los sacerdotes misioneros se propusieron convertir a la población nativa al catolicismo; Más de 4000 personas se convirtieron entre 1776 y 1847.
Después de que México cedió Alta California a los Estados Unidos en 1848 mediante el Tratado de Guadalupe Hidalgo, California se dividió entre México y los Estados Unidos. (que reunía los territorios de los actuales estados de California, Utah, Nevada y parte de Arizona y de Wyoming), como resultado de su derrota en la guerra México-Americana, el gobierno mexicano se opuso a que un obispo estadounidense tuviera jurisdicción sobre las parroquias de la Baja California mexicana. El 20 de noviembre de 1849 la parte estadounidense de la antigua diócesis asumió el nombre de diócesis de Monterey y, después del 7 de julio de 1859, el de diócesis de Monterey-Los Ángeles. La Santa Sede dividió la diócesis en secciones estadounidense y mexicana, y la sección estadounidense pasó a llamarse diócesis de Monterrey. 
En 1922 la diócesis se dividió nuevamente, y el condado de Orange se convirtió en parte de la recién erigida diócesis de Los Ángeles-San Diego, que luego se convirtió en la arquidiócesis de Los Ángeles en 1936.
La diócesis de Orange fue establecida el 24 de marzo de 1976 con la bula Supernae animarum del papa Pablo VI, obteniendo el territorio de la arquidiócesis de Los Ángeles. William Robert Johnson, exauxiliar de Los Ángeles, fue nombrado primer obispo de la nueva sede.
El 19 de julio de 1976, con la carta apostólica Cum Nobis, el papa Pablo VI confirmó a la Santísima Virgen María, con el título de Nuestra Señora de Guadalupe, patrona principal de la diócesis.
El 15 de junio de 2019 la catedral fue trasladada de la iglesia de la Sagrada Familia a la nueva catedral de Cristo, edificio que la diócesis había comprado en 2012 a una congregación protestante que se había declarado en quiebra. La renovación del edificio y su adaptación al culto católico tomó más de seis años y un gasto de alrededor de 72 millones de dólares.

## Catedral
En 2001, el obispo Brown anunció por primera vez los planes para construir una nueva catedral para suceder a la Catedral de la Sagrada Familia. Sin embargo, poco después, el escándalo de abuso sexual de los católicos irrumpió en la diócesis, y Brown consideró "inapropiado" recaudar fondos para una nueva catedral a la luz del escándalo. En 2005, la diócesis compró tierras en el sur de Santa Ana y estableció la Parroquia de la Catedral de Cristo Salvador, con la intención de algún día construir una catedral en la propiedad. El costo de construir una catedral en el sitio de Santa Ana se estimó en hasta $ 200 millones, lo que provocó comparaciones con el costo de construir la Catedral de Nuestra Señora de los Ángeles en Los Ángeles.
En octubre de 2010, Crystal Cathedral Ministries, la congregación protestante que poseía y adoraba en el edificio homónimo de Crystal Cathedral en Garden Grove, solicitó protección por bancarrota. Varios meses después, la diócesis anunció que estaba "potencialmente interesada" en comprar el edificio y convertirlo en una catedral diocesana como una alternativa potencial de ahorro de tiempo y costo en lugar de construir una nueva catedral en el sitio de Santa Ana.

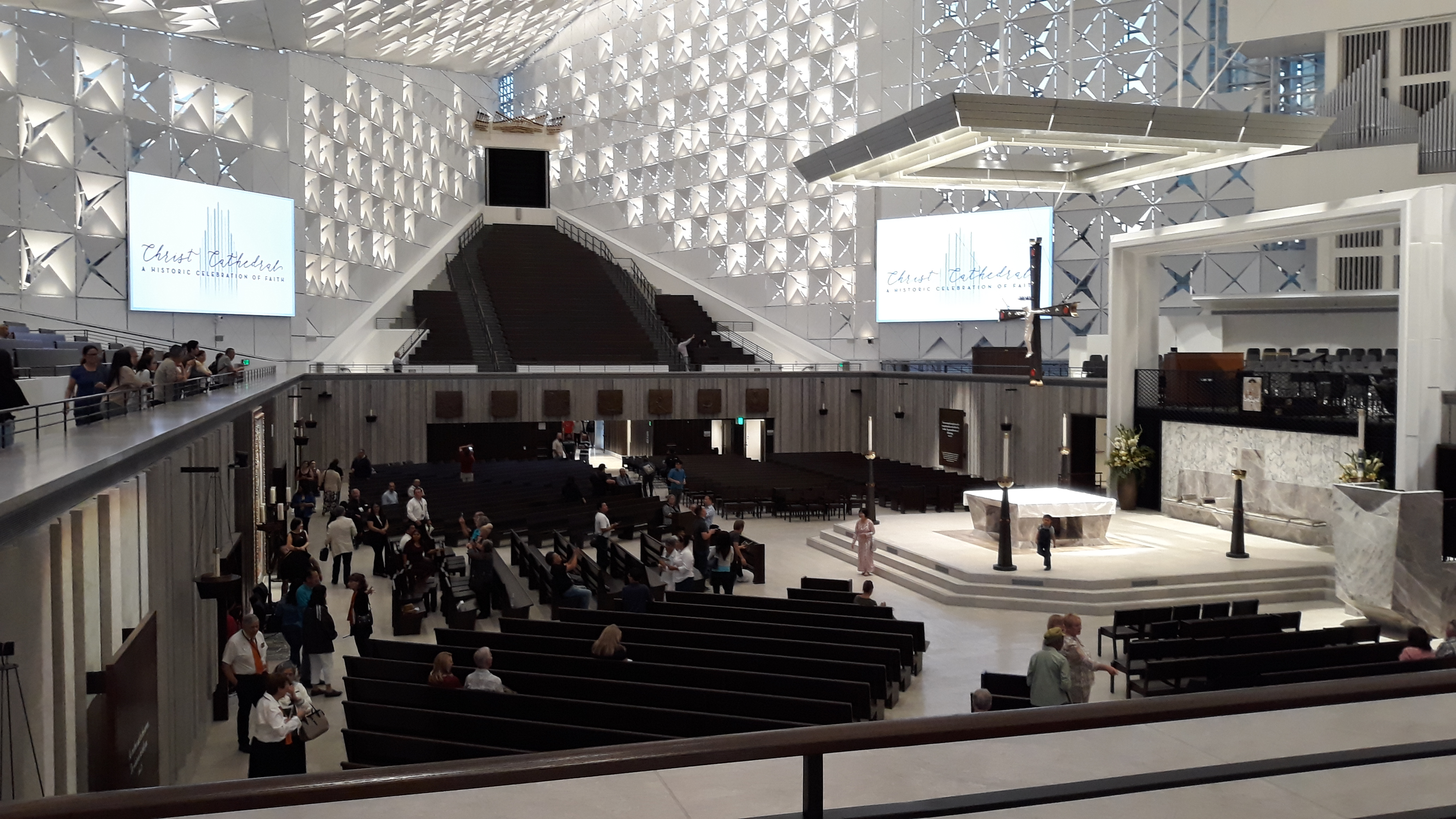
La Catedral de Cristo, anteriormente Catedral de Cristal, fue renovada para ser utilizada por la diócesis de Orange

El 7 de julio de 2011, la diócesis de Orange anunció que estaba "potencialmente interesada" en comprar el edificio de la iglesia. El 17 de noviembre de 2011, un juez federal aprobó la venta de la Catedral de Cristal a la diócesis de Orange; El edificio se volverá a dedicar como una verdadera catedral católica para la diócesis, en sustitución de la Catedral de la Sagrada Familia.
El 17 de noviembre de 2011, un juez de la corte de bancarrota de los Estados Unidos en Santa Ana aprobó la venta del edificio Crystal Cathedral y el campus adyacente a la diócesis por $ 57.5 millones; la venta finalizó el 3 de febrero de 2012. En ese momento, la diócesis finalizó todos los esfuerzos para construir una catedral en el sitio de Santa Ana y eliminó "Catedral" del nombre de la parroquia de Cristo Nuestro Salvador, reutilizándola como una iglesia parroquial diocesana. El 9 de junio de 2012, la diócesis anunció que la Catedral de Cristal se conocería como "Catedral de Cristo" cuando se convierta en la nueva sede de la diócesis. El nuevo nombre del edificio fue designado por la Santa Sede, mientras que también se tomaron sugerencias de la diócesis y sus miembros.
En junio de 2013, la diócesis transfirió oficialmente la parroquia de San Calixto al campus de la Catedral de Cristal, y la parroquia comenzó a celebrar misa en el campus. Al mismo tiempo, Crystal Cathedral Ministries se mudó a la antigua instalación de St. Callistus, ubicada a una milla de la Catedral de Crystal, que la diócesis ofreció arrendar a Crystal Cathedral Ministries como término de la venta del campus de Crystal Cathedral. La escuela parroquial de San Calixto fue transferida a las antiguas instalaciones de la Academia de la Catedral de Cristal y pasó a llamarse Academia de la Catedral de Cristo en septiembre de 2013. San Calixto actualmente celebra Misas en el arboreto de la Catedral de Cristal, a la espera de la finalización del proyecto de renovación.
En 2014, luego de la compra del sitio, la diócesis anunció planes para renovar la Catedral de Cristal para adaptarse a la liturgia de la Iglesia católica, manteniendo las cualidades arquitectónicas del edificio. La construcción del proyecto de $ 72 millones comenzó en junio de 2017, y se ha completado el 13 de julio de 2019.

## Estadísticas
Según el Anuario Pontificio 2020 la diócesis tenía a fines de 2019 un total de 1 579 000 fieles bautizados.
| Año                                                                             | Población            | Población | Población      | Sacerdotes | Sacerdotes    | Sacerdotes    | Bautizados por sacerdote | Diáconos permanentes | Religiosos | Religiosos | Parroquias |
| Año                                                                             | Bautizados católicos | Total     | % de católicos | Total      | Clero secular | Clero regular | Bautizados por sacerdote | Diáconos permanentes | Varones    | Mujeres    | Parroquias |
| ------------------------------------------------------------------------------- | -------------------- | --------- | -------------- | ---------- | ------------- | ------------- | ------------------------ | -------------------- | ---------- | ---------- | ---------- |
| 1976                                                                            | 312 112              | 1 646 300 | 19.0           | 165        | 108           | 57            | 1891                     |                      |            | 484        | 42         |
| 1980                                                                            | 332 044              | 1 800 000 | 18.4           | 243        | 157           | 86            | 1366                     | 13                   | 109        | 509        | 46         |
| 1990                                                                            | 501 375              | 2 257 000 | 22.2           | 254        | 180           | 74            | 1973                     | 33                   | 105        | 446        | 53         |
| 1999                                                                            | 615 041              | 2 674 091 | 23.0           | 284        | 185           | 99            | 2165                     | 48                   | 5          | 367        | 54         |
| 2000                                                                            | 1 029 138            | 2 721 701 | 37.8           | 265        | 170           | 95            | 3883                     | 67                   | 118        | 360        | 55         |
| 2001                                                                            | 1 044 191            | 2 760 948 | 37.8           | 266        | 171           | 95            | 3925                     | 58                   | 114        | 360        | 55         |
| 2002                                                                            | 1 110 508            | 2 846 289 | 39.0           | 273        | 173           | 100           | 4067                     | 59                   | 124        | 360        | 56         |
| 2003                                                                            | 1 127 736            | 2 890 444 | 39.0           | 278        | 173           | 105           | 4056                     | 59                   | 130        | 344        | 56         |
| 2004                                                                            | 1 170 480            | 3 000     | 39.0           | 277        | 169           | 108           | 4225                     | 72                   | 132        | 350        | 56         |
| 2010                                                                            | 1 280 159            | 3 010 759 | 42.5           | 277        | 193           | 84            | 4621                     | 97                   | 106        | 309        | 57         |
| 2013                                                                            | 1 304 582            | 3 190 000 | 40.9           | 266        | 188           | 78            | 4904                     | 105                  | 87         | 300        | 57         |
| 2016                                                                            | 1 547 000            | 3 145 515 | 49.2           | 279        | 193           | 86            | 5544                     | 125                  | 95         | 303        | 57         |
| 2019                                                                            | 1 579 000            | 3 190 400 | 49.5           | 293        | 204           | 89            | 5389                     | 140                  | 98         | 290        | 57         |
| Fuente: Catholic-Hierarchy, que a su vez toma los datos del Anuario Pontificio. |                      |           |                |            |               |               |                          |                      |            |            |            |

### Escuelas
La diócesis supervisa 44 escuelas, y tres hospitales generales, además de un centro de ministerios para discapacitados y cinco para ministerios étnicos. También patrocina una variedad de programas y actividades en conjunto con otras organizaciones locales.
Las escuelas secundarias incluye a: Mater Dei High School, Santa Ana, Rosary High School, Fullerton, Santa Margarita Catholic High School y Rancho Santa Margarita.
Entre las escuelas independientes se encuentran: Cornelia Connelly High School, Anaheim, Serra Catholic High School, San Juan Capistrano, Servite High School, Anaheim, St. Michael's Preparatory School en Silverado.

## Episcopologio
- William Robert Johnson † (24 de marzo de 1976-28 de julio de 1986 falleció)
- Norman Francis McFarland † (29 de diciembre de 1986-30 de junio de 1998 renunció)
- Tod David Brown † (30 de junio de 1998-21 de septiembre de 2012 falleció)
- Kevin William Vann, desde el 21 de septiembre de 2012